# أحمد محمد حسن (طيار)
أحمد محمد حسن هو طيار صومالي، ولد في 1 أبريل 1953 في مقديشو في الصومال.